# Amt Gadebusch
La comunità amministrativa di Gadebusch (Amt Gadebusch) si trova nel circondario del Meclemburgo Nordoccidentale nel Meclemburgo-Pomerania Anteriore, in Germania.

## Suddivisione
Comprende 8 comuni  (abitanti il 31 dicembre 2022):
1. Dragun (755)
2. Gadebusch, città (5 457)
3. Kneese (353)
4. Krembz (886)
5. Mühlen Eichsen (976)
6. Roggendorf (1 058)
7. Rögnitz (186)
8. Veelböken (662)

Il capoluogo è Gadebusch.